# Neoaves
Neoaves là một nhánh chim chứa gần như tất cả các loài chim hiện đại, trừ Paleognathae (đà điểu và họ hàng) và Galloanserae (gà, vịt và họ hàng). Khoảng 95% trong số khoảng 10.000 loài chim còn tồn tại được biết đến thuộc nhánh Neoaves.
Sự đa dạng hóa ban đầu của các nhóm khác nhau thuộc nhánh Neoaves diễn ra rất nhanh xung quanh sự kiện tuyệt chủng Phấn Trắng–Cổ Cận, và những nỗ lực giải quyết mối quan hệ của chúng ban đầu đã dẫn đến nhiều tranh cãi.

## Phân loại
Biểu đồ phát sinh chủng loài dưới đây minh họa các mối quan hệ được đề xuất giữa tất cả các nhóm thuộc nhánh Neoaves. Nghiên cứu phát sinh học được đồng thuận này của các loài chim dựa trên dữ liệu phát sinh loài, phản ánh một phân tích siêu cây phát sinh loài gần đây và được sửa đổi sau hai nghiên cứu phát sinh loài gần đây hơn.
|  | Phoenicopteriformes (hồng hạc) |
|  |                                |
|  | Podicipediformes (chim lặn)    |
|  |                                |

|  | Columbiformes (bồ câu)                                                                  |
|  |                                                                                         |
|  | \| \| Mesitornithiformes (mesite) \| \| \| \| \| \| Pterocliformes (gà cát) \| \| \| \| |
|  |                                                                                         |
|  | Mesitornithiformes (mesite)                                                             |
|  |                                                                                         |
|  | Pterocliformes (gà cát)                                                                 |
|  |                                                                                         |

|  | Mesitornithiformes (mesite) |
|  |                             |
|  | Pterocliformes (gà cát)     |
|  |                             |

|  | Podargiformes (cú muỗi mỏ quặp)                                                             |
|  |                                                                                             |
|  | \| \| Aegotheliformes \| \| \| \| \| \| Apodiformes (yến, yến mào và chim ruồi) \| \| \| \| |
|  |                                                                                             |
|  | Aegotheliformes                                                                             |
|  |                                                                                             |
|  | Apodiformes (yến, yến mào và chim ruồi)                                                     |
|  |                                                                                             |

|  | Aegotheliformes                         |
|  |                                         |
|  | Apodiformes (yến, yến mào và chim ruồi) |
|  |                                         |

|  | Podargiformes (cú muỗi mỏ quặp)                                                             |
|  |                                                                                             |
|  | \| \| Aegotheliformes \| \| \| \| \| \| Apodiformes (yến, yến mào và chim ruồi) \| \| \| \| |
|  |                                                                                             |
|  | Aegotheliformes                                                                             |
|  |                                                                                             |
|  | Apodiformes (yến, yến mào và chim ruồi)                                                     |
|  |                                                                                             |

|  | Aegotheliformes                         |
|  |                                         |
|  | Apodiformes (yến, yến mào và chim ruồi) |
|  |                                         |

|  | Podargiformes (cú muỗi mỏ quặp)                                                             |
|  |                                                                                             |
|  | \| \| Aegotheliformes \| \| \| \| \| \| Apodiformes (yến, yến mào và chim ruồi) \| \| \| \| |
|  |                                                                                             |
|  | Aegotheliformes                                                                             |
|  |                                                                                             |
|  | Apodiformes (yến, yến mào và chim ruồi)                                                     |
|  |                                                                                             |

|  | Aegotheliformes                         |
|  |                                         |
|  | Apodiformes (yến, yến mào và chim ruồi) |
|  |                                         |

|  | Podargiformes (cú muỗi mỏ quặp)                                                             |
|  |                                                                                             |
|  | \| \| Aegotheliformes \| \| \| \| \| \| Apodiformes (yến, yến mào và chim ruồi) \| \| \| \| |
|  |                                                                                             |
|  | Aegotheliformes                                                                             |
|  |                                                                                             |
|  | Apodiformes (yến, yến mào và chim ruồi)                                                     |
|  |                                                                                             |

|  | Aegotheliformes                         |
|  |                                         |
|  | Apodiformes (yến, yến mào và chim ruồi) |
|  |                                         |

|  | Otidiformes (ô tác)      |
|  |                          |
|  | Cuculiformes (cu cu)     |
|  |                          |
|  | Musophagiformes (turaco) |
|  |                          |

|  | Phaethontiformes (chim nhiệt đới)          |
|  |                                            |
|  | Eurypygiformes (chim kagu và vạc mặt trời) |
|  |                                            |

|  | Procellariiformes (hải âu và hải yến) |
|  |                                       |
|  | Sphenisciformes (chim cánh cụt)       |
|  |                                       |

|  | Ciconiiformes (hạc)                                                                                    |
|  | |
|  | \| \| Suliformes (chim điên, cốc,...) \| \| \| \| \| \| Pelecaniformes (bồ nông, diệc,...) \| \| \| \| |
|  | |
|  | Suliformes (chim điên, cốc,...)                                                                        |
|  | |
|  | Pelecaniformes (bồ nông, diệc,...)                                                                     |
|  | |

|  | Suliformes (chim điên, cốc,...)    |
|  |                                    |
|  | Pelecaniformes (bồ nông, diệc,...) |
|  |                                    |

|  | Procellariiformes (hải âu và hải yến) |
|  |                                       |
|  | Sphenisciformes (chim cánh cụt)       |
|  |                                       |

|  | Ciconiiformes (hạc)                                                                                    |
|  | |
|  | \| \| Suliformes (chim điên, cốc,...) \| \| \| \| \| \| Pelecaniformes (bồ nông, diệc,...) \| \| \| \| |
|  | |
|  | Suliformes (chim điên, cốc,...)                                                                        |
|  | |
|  | Pelecaniformes (bồ nông, diệc,...)                                                                     |
|  | |

|  | Suliformes (chim điên, cốc,...)    |
|  |                                    |
|  | Pelecaniformes (bồ nông, diệc,...) |
|  |                                    |

|  | Procellariiformes (hải âu và hải yến) |
|  |                                       |
|  | Sphenisciformes (chim cánh cụt)       |
|  |                                       |

|  | Ciconiiformes (hạc)                                                                                    |
|  | |
|  | \| \| Suliformes (chim điên, cốc,...) \| \| \| \| \| \| Pelecaniformes (bồ nông, diệc,...) \| \| \| \| |
|  | |
|  | Suliformes (chim điên, cốc,...)                                                                        |
|  | |
|  | Pelecaniformes (bồ nông, diệc,...)                                                                     |
|  | |

|  | Suliformes (chim điên, cốc,...)    |
|  |                                    |
|  | Pelecaniformes (bồ nông, diệc,...) |
|  |                                    |

|  | Procellariiformes (hải âu và hải yến) |
|  |                                       |
|  | Sphenisciformes (chim cánh cụt)       |
|  |                                       |

|  | Ciconiiformes (hạc)                                                                                    |
|  | |
|  | \| \| Suliformes (chim điên, cốc,...) \| \| \| \| \| \| Pelecaniformes (bồ nông, diệc,...) \| \| \| \| |
|  | |
|  | Suliformes (chim điên, cốc,...)                                                                        |
|  | |
|  | Pelecaniformes (bồ nông, diệc,...)                                                                     |
|  | |

|  | Suliformes (chim điên, cốc,...)    |
|  |                                    |
|  | Pelecaniformes (bồ nông, diệc,...) |
|  |                                    |

|  | Phaethontiformes (chim nhiệt đới)          |
|  |                                            |
|  | Eurypygiformes (chim kagu và vạc mặt trời) |
|  |                                            |

|  | Procellariiformes (hải âu và hải yến) |
|  |                                       |
|  | Sphenisciformes (chim cánh cụt)       |
|  |                                       |

|  | Ciconiiformes (hạc)                                                                                    |
|  | |
|  | \| \| Suliformes (chim điên, cốc,...) \| \| \| \| \| \| Pelecaniformes (bồ nông, diệc,...) \| \| \| \| |
|  | |
|  | Suliformes (chim điên, cốc,...)                                                                        |
|  | |
|  | Pelecaniformes (bồ nông, diệc,...)                                                                     |
|  | |

|  | Suliformes (chim điên, cốc,...)    |
|  |                                    |
|  | Pelecaniformes (bồ nông, diệc,...) |
|  |                                    |

|  | Procellariiformes (hải âu và hải yến) |
|  |                                       |
|  | Sphenisciformes (chim cánh cụt)       |
|  |                                       |

|  | Ciconiiformes (hạc)                                                                                    |
|  | |
|  | \| \| Suliformes (chim điên, cốc,...) \| \| \| \| \| \| Pelecaniformes (bồ nông, diệc,...) \| \| \| \| |
|  | |
|  | Suliformes (chim điên, cốc,...)                                                                        |
|  | |
|  | Pelecaniformes (bồ nông, diệc,...)                                                                     |
|  | |

|  | Suliformes (chim điên, cốc,...)    |
|  |                                    |
|  | Pelecaniformes (bồ nông, diệc,...) |
|  |                                    |

|  | Procellariiformes (hải âu và hải yến) |
|  |                                       |
|  | Sphenisciformes (chim cánh cụt)       |
|  |                                       |

|  | Ciconiiformes (hạc)                                                                                    |
|  | |
|  | \| \| Suliformes (chim điên, cốc,...) \| \| \| \| \| \| Pelecaniformes (bồ nông, diệc,...) \| \| \| \| |
|  | |
|  | Suliformes (chim điên, cốc,...)                                                                        |
|  | |
|  | Pelecaniformes (bồ nông, diệc,...)                                                                     |
|  | |

|  | Suliformes (chim điên, cốc,...)    |
|  |                                    |
|  | Pelecaniformes (bồ nông, diệc,...) |
|  |                                    |

|  | Procellariiformes (hải âu và hải yến) |
|  |                                       |
|  | Sphenisciformes (chim cánh cụt)       |
|  |                                       |

|  | Ciconiiformes (hạc)                                                                                    |
|  | |
|  | \| \| Suliformes (chim điên, cốc,...) \| \| \| \| \| \| Pelecaniformes (bồ nông, diệc,...) \| \| \| \| |
|  | |
|  | Suliformes (chim điên, cốc,...)                                                                        |
|  | |
|  | Pelecaniformes (bồ nông, diệc,...)                                                                     |
|  | |

|  | Suliformes (chim điên, cốc,...)    |
|  |                                    |
|  | Pelecaniformes (bồ nông, diệc,...) |
|  |                                    |

|  | Cathartiformes (kền kền Tân thế giới) |
|  |                                       |
|  | Accipitriformes (ưng và họ hàng)      |
|  |                                       |

|                    | Bucerotiformes (hồng hoàng và họ hàng)                                                                |
|                    | |
| Picodynastornithes | \| \| Coraciiformes (bói cá và họ hàng) \| \| \| \| \| \| Piciformes (gõ kiến và họ hàng) \| \| \| \| |
|                    | \| \| Coraciiformes (bói cá và họ hàng) \| \| \| \| \| \| Piciformes (gõ kiến và họ hàng) \| \| \| \| |
|                    | Coraciiformes (bói cá và họ hàng)                                                                     |
|                    | |
|                    | Piciformes (gõ kiến và họ hàng)                                                                       |
|                    | |

|  | Coraciiformes (bói cá và họ hàng) |
|  |                                   |
|  | Piciformes (gõ kiến và họ hàng)   |
|  |                                   |

|                    | Bucerotiformes (hồng hoàng và họ hàng)                                                                |
|                    | |
| Picodynastornithes | \| \| Coraciiformes (bói cá và họ hàng) \| \| \| \| \| \| Piciformes (gõ kiến và họ hàng) \| \| \| \| |
|                    | \| \| Coraciiformes (bói cá và họ hàng) \| \| \| \| \| \| Piciformes (gõ kiến và họ hàng) \| \| \| \| |
|                    | Coraciiformes (bói cá và họ hàng)                                                                     |
|                    | |
|                    | Piciformes (gõ kiến và họ hàng)                                                                       |
|                    | |

|  | Coraciiformes (bói cá và họ hàng) |
|  |                                   |
|  | Piciformes (gõ kiến và họ hàng)   |
|  |                                   |

|                    | Bucerotiformes (hồng hoàng và họ hàng)                                                                |
|                    | |
| Picodynastornithes | \| \| Coraciiformes (bói cá và họ hàng) \| \| \| \| \| \| Piciformes (gõ kiến và họ hàng) \| \| \| \| |
|                    | \| \| Coraciiformes (bói cá và họ hàng) \| \| \| \| \| \| Piciformes (gõ kiến và họ hàng) \| \| \| \| |
|                    | Coraciiformes (bói cá và họ hàng)                                                                     |
|                    | |
|                    | Piciformes (gõ kiến và họ hàng)                                                                       |
|                    | |

|  | Coraciiformes (bói cá và họ hàng) |
|  |                                   |
|  | Piciformes (gõ kiến và họ hàng)   |
|  |                                   |

|                    | Bucerotiformes (hồng hoàng và họ hàng)                                                                |
|                    | |
| Picodynastornithes | \| \| Coraciiformes (bói cá và họ hàng) \| \| \| \| \| \| Piciformes (gõ kiến và họ hàng) \| \| \| \| |
|                    | \| \| Coraciiformes (bói cá và họ hàng) \| \| \| \| \| \| Piciformes (gõ kiến và họ hàng) \| \| \| \| |
|                    | Coraciiformes (bói cá và họ hàng)                                                                     |
|                    | |
|                    | Piciformes (gõ kiến và họ hàng)                                                                       |
|                    | |

|  | Coraciiformes (bói cá và họ hàng) |
|  |                                   |
|  | Piciformes (gõ kiến và họ hàng)   |
|  |                                   |

|                    | Bucerotiformes (hồng hoàng và họ hàng)                                                                |
|                    | |
| Picodynastornithes | \| \| Coraciiformes (bói cá và họ hàng) \| \| \| \| \| \| Piciformes (gõ kiến và họ hàng) \| \| \| \| |
|                    | \| \| Coraciiformes (bói cá và họ hàng) \| \| \| \| \| \| Piciformes (gõ kiến và họ hàng) \| \| \| \| |
|                    | Coraciiformes (bói cá và họ hàng)                                                                     |
|                    | |
|                    | Piciformes (gõ kiến và họ hàng)                                                                       |
|                    | |

|  | Coraciiformes (bói cá và họ hàng) |
|  |                                   |
|  | Piciformes (gõ kiến và họ hàng)   |
|  |                                   |

|                    | Bucerotiformes (hồng hoàng và họ hàng)                                                                |
|                    | |
| Picodynastornithes | \| \| Coraciiformes (bói cá và họ hàng) \| \| \| \| \| \| Piciformes (gõ kiến và họ hàng) \| \| \| \| |
|                    | \| \| Coraciiformes (bói cá và họ hàng) \| \| \| \| \| \| Piciformes (gõ kiến và họ hàng) \| \| \| \| |
|                    | Coraciiformes (bói cá và họ hàng)                                                                     |
|                    | |
|                    | Piciformes (gõ kiến và họ hàng)                                                                       |
|                    | |

|  | Coraciiformes (bói cá và họ hàng) |
|  |                                   |
|  | Piciformes (gõ kiến và họ hàng)   |
|  |                                   |

|                    | Bucerotiformes (hồng hoàng và họ hàng)                                                                |
|                    | |
| Picodynastornithes | \| \| Coraciiformes (bói cá và họ hàng) \| \| \| \| \| \| Piciformes (gõ kiến và họ hàng) \| \| \| \| |
|                    | \| \| Coraciiformes (bói cá và họ hàng) \| \| \| \| \| \| Piciformes (gõ kiến và họ hàng) \| \| \| \| |
|                    | Coraciiformes (bói cá và họ hàng)                                                                     |
|                    | |
|                    | Piciformes (gõ kiến và họ hàng)                                                                       |
|                    | |

|  | Coraciiformes (bói cá và họ hàng) |
|  |                                   |
|  | Piciformes (gõ kiến và họ hàng)   |
|  |                                   |

|                    | Bucerotiformes (hồng hoàng và họ hàng)                                                                |
|                    | |
| Picodynastornithes | \| \| Coraciiformes (bói cá và họ hàng) \| \| \| \| \| \| Piciformes (gõ kiến và họ hàng) \| \| \| \| |
|                    | \| \| Coraciiformes (bói cá và họ hàng) \| \| \| \| \| \| Piciformes (gõ kiến và họ hàng) \| \| \| \| |
|                    | Coraciiformes (bói cá và họ hàng)                                                                     |
|                    | |
|                    | Piciformes (gõ kiến và họ hàng)                                                                       |
|                    | |

|  | Coraciiformes (bói cá và họ hàng) |
|  |                                   |
|  | Piciformes (gõ kiến và họ hàng)   |
|  |                                   |

|                  | Falconiformes (cắt)                                                                    |
|                  |                                                                                        |
| Psittacopasserae | \| \| Psittaciformes (vẹt) \| \| \| \| \| \| Passeriformes (chim biết hót) \| \| \| \| |
|                  | \| \| Psittaciformes (vẹt) \| \| \| \| \| \| Passeriformes (chim biết hót) \| \| \| \| |
|                  | Psittaciformes (vẹt)                                                                   |
|                  |                                                                                        |
|                  | Passeriformes (chim biết hót)                                                          |
|                  |                                                                                        |

|  | Psittaciformes (vẹt)          |
|  |                               |
|  | Passeriformes (chim biết hót) |
|  |                               |

|                  | Falconiformes (cắt)                                                                    |
|                  |                                                                                        |
| Psittacopasserae | \| \| Psittaciformes (vẹt) \| \| \| \| \| \| Passeriformes (chim biết hót) \| \| \| \| |
|                  | \| \| Psittaciformes (vẹt) \| \| \| \| \| \| Passeriformes (chim biết hót) \| \| \| \| |
|                  | Psittaciformes (vẹt)                                                                   |
|                  |                                                                                        |
|                  | Passeriformes (chim biết hót)                                                          |
|                  |                                                                                        |

|  | Psittaciformes (vẹt)          |
|  |                               |
|  | Passeriformes (chim biết hót) |
|  |                               |

|  | Cathartiformes (kền kền Tân thế giới) |
|  |                                       |
|  | Accipitriformes (ưng và họ hàng)      |
|  |                                       |

|                    | Bucerotiformes (hồng hoàng và họ hàng)                                                                |
|                    | |
| Picodynastornithes | \| \| Coraciiformes (bói cá và họ hàng) \| \| \| \| \| \| Piciformes (gõ kiến và họ hàng) \| \| \| \| |
|                    | \| \| Coraciiformes (bói cá và họ hàng) \| \| \| \| \| \| Piciformes (gõ kiến và họ hàng) \| \| \| \| |
|                    | Coraciiformes (bói cá và họ hàng)                                                                     |
|                    | |
|                    | Piciformes (gõ kiến và họ hàng)                                                                       |
|                    | |

|  | Coraciiformes (bói cá và họ hàng) |
|  |                                   |
|  | Piciformes (gõ kiến và họ hàng)   |
|  |                                   |

|                    | Bucerotiformes (hồng hoàng và họ hàng)                                                                |
|                    | |
| Picodynastornithes | \| \| Coraciiformes (bói cá và họ hàng) \| \| \| \| \| \| Piciformes (gõ kiến và họ hàng) \| \| \| \| |
|                    | \| \| Coraciiformes (bói cá và họ hàng) \| \| \| \| \| \| Piciformes (gõ kiến và họ hàng) \| \| \| \| |
|                    | Coraciiformes (bói cá và họ hàng)                                                                     |
|                    | |
|                    | Piciformes (gõ kiến và họ hàng)                                                                       |
|                    | |

|  | Coraciiformes (bói cá và họ hàng) |
|  |                                   |
|  | Piciformes (gõ kiến và họ hàng)   |
|  |                                   |

|                    | Bucerotiformes (hồng hoàng và họ hàng)                                                                |
|                    | |
| Picodynastornithes | \| \| Coraciiformes (bói cá và họ hàng) \| \| \| \| \| \| Piciformes (gõ kiến và họ hàng) \| \| \| \| |
|                    | \| \| Coraciiformes (bói cá và họ hàng) \| \| \| \| \| \| Piciformes (gõ kiến và họ hàng) \| \| \| \| |
|                    | Coraciiformes (bói cá và họ hàng)                                                                     |
|                    | |
|                    | Piciformes (gõ kiến và họ hàng)                                                                       |
|                    | |

|  | Coraciiformes (bói cá và họ hàng) |
|  |                                   |
|  | Piciformes (gõ kiến và họ hàng)   |
|  |                                   |

|                    | Bucerotiformes (hồng hoàng và họ hàng)                                                                |
|                    | |
| Picodynastornithes | \| \| Coraciiformes (bói cá và họ hàng) \| \| \| \| \| \| Piciformes (gõ kiến và họ hàng) \| \| \| \| |
|                    | \| \| Coraciiformes (bói cá và họ hàng) \| \| \| \| \| \| Piciformes (gõ kiến và họ hàng) \| \| \| \| |
|                    | Coraciiformes (bói cá và họ hàng)                                                                     |
|                    | |
|                    | Piciformes (gõ kiến và họ hàng)                                                                       |
|                    | |

|  | Coraciiformes (bói cá và họ hàng) |
|  |                                   |
|  | Piciformes (gõ kiến và họ hàng)   |
|  |                                   |

|                    | Bucerotiformes (hồng hoàng và họ hàng)                                                                |
|                    | |
| Picodynastornithes | \| \| Coraciiformes (bói cá và họ hàng) \| \| \| \| \| \| Piciformes (gõ kiến và họ hàng) \| \| \| \| |
|                    | \| \| Coraciiformes (bói cá và họ hàng) \| \| \| \| \| \| Piciformes (gõ kiến và họ hàng) \| \| \| \| |
|                    | Coraciiformes (bói cá và họ hàng)                                                                     |
|                    | |
|                    | Piciformes (gõ kiến và họ hàng)                                                                       |
|                    | |

|  | Coraciiformes (bói cá và họ hàng) |
|  |                                   |
|  | Piciformes (gõ kiến và họ hàng)   |
|  |                                   |

|                    | Bucerotiformes (hồng hoàng và họ hàng)                                                                |
|                    | |
| Picodynastornithes | \| \| Coraciiformes (bói cá và họ hàng) \| \| \| \| \| \| Piciformes (gõ kiến và họ hàng) \| \| \| \| |
|                    | \| \| Coraciiformes (bói cá và họ hàng) \| \| \| \| \| \| Piciformes (gõ kiến và họ hàng) \| \| \| \| |
|                    | Coraciiformes (bói cá và họ hàng)                                                                     |
|                    | |
|                    | Piciformes (gõ kiến và họ hàng)                                                                       |
|                    | |

|  | Coraciiformes (bói cá và họ hàng) |
|  |                                   |
|  | Piciformes (gõ kiến và họ hàng)   |
|  |                                   |

|                    | Bucerotiformes (hồng hoàng và họ hàng)                                                                |
|                    | |
| Picodynastornithes | \| \| Coraciiformes (bói cá và họ hàng) \| \| \| \| \| \| Piciformes (gõ kiến và họ hàng) \| \| \| \| |
|                    | \| \| Coraciiformes (bói cá và họ hàng) \| \| \| \| \| \| Piciformes (gõ kiến và họ hàng) \| \| \| \| |
|                    | Coraciiformes (bói cá và họ hàng)                                                                     |
|                    | |
|                    | Piciformes (gõ kiến và họ hàng)                                                                       |
|                    | |

|  | Coraciiformes (bói cá và họ hàng) |
|  |                                   |
|  | Piciformes (gõ kiến và họ hàng)   |
|  |                                   |

|                    | Bucerotiformes (hồng hoàng và họ hàng)                                                                |
|                    | |
| Picodynastornithes | \| \| Coraciiformes (bói cá và họ hàng) \| \| \| \| \| \| Piciformes (gõ kiến và họ hàng) \| \| \| \| |
|                    | \| \| Coraciiformes (bói cá và họ hàng) \| \| \| \| \| \| Piciformes (gõ kiến và họ hàng) \| \| \| \| |
|                    | Coraciiformes (bói cá và họ hàng)                                                                     |
|                    | |
|                    | Piciformes (gõ kiến và họ hàng)                                                                       |
|                    | |

|  | Coraciiformes (bói cá và họ hàng) |
|  |                                   |
|  | Piciformes (gõ kiến và họ hàng)   |
|  |                                   |

|                  | Falconiformes (cắt)                                                                    |
|                  |                                                                                        |
| Psittacopasserae | \| \| Psittaciformes (vẹt) \| \| \| \| \| \| Passeriformes (chim biết hót) \| \| \| \| |
|                  | \| \| Psittaciformes (vẹt) \| \| \| \| \| \| Passeriformes (chim biết hót) \| \| \| \| |
|                  | Psittaciformes (vẹt)                                                                   |
|                  |                                                                                        |
|                  | Passeriformes (chim biết hót)                                                          |
|                  |                                                                                        |

|  | Psittaciformes (vẹt)          |
|  |                               |
|  | Passeriformes (chim biết hót) |
|  |                               |

|                  | Falconiformes (cắt)                                                                    |
|                  |                                                                                        |
| Psittacopasserae | \| \| Psittaciformes (vẹt) \| \| \| \| \| \| Passeriformes (chim biết hót) \| \| \| \| |
|                  | \| \| Psittaciformes (vẹt) \| \| \| \| \| \| Passeriformes (chim biết hót) \| \| \| \| |
|                  | Psittaciformes (vẹt)                                                                   |
|                  |                                                                                        |
|                  | Passeriformes (chim biết hót)                                                          |
|                  |                                                                                        |

|  | Psittaciformes (vẹt)          |
|  |                               |
|  | Passeriformes (chim biết hót) |
|  |                               |

|  | Podargiformes (cú muỗi mỏ quặp)                                                             |
|  |                                                                                             |
|  | \| \| Aegotheliformes \| \| \| \| \| \| Apodiformes (yến, yến mào và chim ruồi) \| \| \| \| |
|  |                                                                                             |
|  | Aegotheliformes                                                                             |
|  |                                                                                             |
|  | Apodiformes (yến, yến mào và chim ruồi)                                                     |
|  |                                                                                             |

|  | Aegotheliformes                         |
|  |                                         |
|  | Apodiformes (yến, yến mào và chim ruồi) |
|  |                                         |

|  | Podargiformes (cú muỗi mỏ quặp)                                                             |
|  |                                                                                             |
|  | \| \| Aegotheliformes \| \| \| \| \| \| Apodiformes (yến, yến mào và chim ruồi) \| \| \| \| |
|  |                                                                                             |
|  | Aegotheliformes                                                                             |
|  |                                                                                             |
|  | Apodiformes (yến, yến mào và chim ruồi)                                                     |
|  |                                                                                             |

|  | Aegotheliformes                         |
|  |                                         |
|  | Apodiformes (yến, yến mào và chim ruồi) |
|  |                                         |

|  | Podargiformes (cú muỗi mỏ quặp)                                                             |
|  |                                                                                             |
|  | \| \| Aegotheliformes \| \| \| \| \| \| Apodiformes (yến, yến mào và chim ruồi) \| \| \| \| |
|  |                                                                                             |
|  | Aegotheliformes                                                                             |
|  |                                                                                             |
|  | Apodiformes (yến, yến mào và chim ruồi)                                                     |
|  |                                                                                             |

|  | Aegotheliformes                         |
|  |                                         |
|  | Apodiformes (yến, yến mào và chim ruồi) |
|  |                                         |

|  | Podargiformes (cú muỗi mỏ quặp)                                                             |
|  |                                                                                             |
|  | \| \| Aegotheliformes \| \| \| \| \| \| Apodiformes (yến, yến mào và chim ruồi) \| \| \| \| |
|  |                                                                                             |
|  | Aegotheliformes                                                                             |
|  |                                                                                             |
|  | Apodiformes (yến, yến mào và chim ruồi)                                                     |
|  |                                                                                             |

|  | Aegotheliformes                         |
|  |                                         |
|  | Apodiformes (yến, yến mào và chim ruồi) |
|  |                                         |

|  | Otidiformes (ô tác)      |
|  |                          |
|  | Cuculiformes (cu cu)     |
|  |                          |
|  | Musophagiformes (turaco) |
|  |                          |

|  | Phaethontiformes (chim nhiệt đới)          |
|  |                                            |
|  | Eurypygiformes (chim kagu và vạc mặt trời) |
|  |                                            |

|  | Procellariiformes (hải âu và hải yến) |
|  |                                       |
|  | Sphenisciformes (chim cánh cụt)       |
|  |                                       |

|  | Ciconiiformes (hạc)                                                                                    |
|  | |
|  | \| \| Suliformes (chim điên, cốc,...) \| \| \| \| \| \| Pelecaniformes (bồ nông, diệc,...) \| \| \| \| |
|  | |
|  | Suliformes (chim điên, cốc,...)                                                                        |
|  | |
|  | Pelecaniformes (bồ nông, diệc,...)                                                                     |
|  | |

|  | Suliformes (chim điên, cốc,...)    |
|  |                                    |
|  | Pelecaniformes (bồ nông, diệc,...) |
|  |                                    |

|  | Procellariiformes (hải âu và hải yến) |
|  |                                       |
|  | Sphenisciformes (chim cánh cụt)       |
|  |                                       |

|  | Ciconiiformes (hạc)                                                                                    |
|  | |
|  | \| \| Suliformes (chim điên, cốc,...) \| \| \| \| \| \| Pelecaniformes (bồ nông, diệc,...) \| \| \| \| |
|  | |
|  | Suliformes (chim điên, cốc,...)                                                                        |
|  | |
|  | Pelecaniformes (bồ nông, diệc,...)                                                                     |
|  | |

|  | Suliformes (chim điên, cốc,...)    |
|  |                                    |
|  | Pelecaniformes (bồ nông, diệc,...) |
|  |                                    |

|  | Procellariiformes (hải âu và hải yến) |
|  |                                       |
|  | Sphenisciformes (chim cánh cụt)       |
|  |                                       |

|  | Ciconiiformes (hạc)                                                                                    |
|  | |
|  | \| \| Suliformes (chim điên, cốc,...) \| \| \| \| \| \| Pelecaniformes (bồ nông, diệc,...) \| \| \| \| |
|  | |
|  | Suliformes (chim điên, cốc,...)                                                                        |
|  | |
|  | Pelecaniformes (bồ nông, diệc,...)                                                                     |
|  | |

|  | Suliformes (chim điên, cốc,...)    |
|  |                                    |
|  | Pelecaniformes (bồ nông, diệc,...) |
|  |                                    |

|  | Procellariiformes (hải âu và hải yến) |
|  |                                       |
|  | Sphenisciformes (chim cánh cụt)       |
|  |                                       |

|  | Ciconiiformes (hạc)                                                                                    |
|  | |
|  | \| \| Suliformes (chim điên, cốc,...) \| \| \| \| \| \| Pelecaniformes (bồ nông, diệc,...) \| \| \| \| |
|  | |
|  | Suliformes (chim điên, cốc,...)                                                                        |
|  | |
|  | Pelecaniformes (bồ nông, diệc,...)                                                                     |
|  | |

|  | Suliformes (chim điên, cốc,...)    |
|  |                                    |
|  | Pelecaniformes (bồ nông, diệc,...) |
|  |                                    |

|  | Phaethontiformes (chim nhiệt đới)          |
|  |                                            |
|  | Eurypygiformes (chim kagu và vạc mặt trời) |
|  |                                            |

|  | Procellariiformes (hải âu và hải yến) |
|  |                                       |
|  | Sphenisciformes (chim cánh cụt)       |
|  |                                       |

|  | Ciconiiformes (hạc)                                                                                    |
|  | |
|  | \| \| Suliformes (chim điên, cốc,...) \| \| \| \| \| \| Pelecaniformes (bồ nông, diệc,...) \| \| \| \| |
|  | |
|  | Suliformes (chim điên, cốc,...)                                                                        |
|  | |
|  | Pelecaniformes (bồ nông, diệc,...)                                                                     |
|  | |

|  | Suliformes (chim điên, cốc,...)    |
|  |                                    |
|  | Pelecaniformes (bồ nông, diệc,...) |
|  |                                    |

|  | Procellariiformes (hải âu và hải yến) |
|  |                                       |
|  | Sphenisciformes (chim cánh cụt)       |
|  |                                       |

|  | Ciconiiformes (hạc)                                                                                    |
|  | |
|  | \| \| Suliformes (chim điên, cốc,...) \| \| \| \| \| \| Pelecaniformes (bồ nông, diệc,...) \| \| \| \| |
|  | |
|  | Suliformes (chim điên, cốc,...)                                                                        |
|  | |
|  | Pelecaniformes (bồ nông, diệc,...)                                                                     |
|  | |

|  | Suliformes (chim điên, cốc,...)    |
|  |                                    |
|  | Pelecaniformes (bồ nông, diệc,...) |
|  |                                    |

|  | Procellariiformes (hải âu và hải yến) |
|  |                                       |
|  | Sphenisciformes (chim cánh cụt)       |
|  |                                       |

|  | Ciconiiformes (hạc)                                                                                    |
|  | |
|  | \| \| Suliformes (chim điên, cốc,...) \| \| \| \| \| \| Pelecaniformes (bồ nông, diệc,...) \| \| \| \| |
|  | |
|  | Suliformes (chim điên, cốc,...)                                                                        |
|  | |
|  | Pelecaniformes (bồ nông, diệc,...)                                                                     |
|  | |

|  | Suliformes (chim điên, cốc,...)    |
|  |                                    |
|  | Pelecaniformes (bồ nông, diệc,...) |
|  |                                    |

|  | Procellariiformes (hải âu và hải yến) |
|  |                                       |
|  | Sphenisciformes (chim cánh cụt)       |
|  |                                       |

|  | Ciconiiformes (hạc)                                                                                    |
|  | |
|  | \| \| Suliformes (chim điên, cốc,...) \| \| \| \| \| \| Pelecaniformes (bồ nông, diệc,...) \| \| \| \| |
|  | |
|  | Suliformes (chim điên, cốc,...)                                                                        |
|  | |
|  | Pelecaniformes (bồ nông, diệc,...)                                                                     |
|  | |

|  | Suliformes (chim điên, cốc,...)    |
|  |                                    |
|  | Pelecaniformes (bồ nông, diệc,...) |
|  |                                    |

|  | Cathartiformes (kền kền Tân thế giới) |
|  |                                       |
|  | Accipitriformes (ưng và họ hàng)      |
|  |                                       |

|                    | Bucerotiformes (hồng hoàng và họ hàng)                                                                |
|                    | |
| Picodynastornithes | \| \| Coraciiformes (bói cá và họ hàng) \| \| \| \| \| \| Piciformes (gõ kiến và họ hàng) \| \| \| \| |
|                    | \| \| Coraciiformes (bói cá và họ hàng) \| \| \| \| \| \| Piciformes (gõ kiến và họ hàng) \| \| \| \| |
|                    | Coraciiformes (bói cá và họ hàng)                                                                     |
|                    | |
|                    | Piciformes (gõ kiến và họ hàng)                                                                       |
|                    | |

|  | Coraciiformes (bói cá và họ hàng) |
|  |                                   |
|  | Piciformes (gõ kiến và họ hàng)   |
|  |                                   |

|                    | Bucerotiformes (hồng hoàng và họ hàng)                                                                |
|                    | |
| Picodynastornithes | \| \| Coraciiformes (bói cá và họ hàng) \| \| \| \| \| \| Piciformes (gõ kiến và họ hàng) \| \| \| \| |
|                    | \| \| Coraciiformes (bói cá và họ hàng) \| \| \| \| \| \| Piciformes (gõ kiến và họ hàng) \| \| \| \| |
|                    | Coraciiformes (bói cá và họ hàng)                                                                     |
|                    | |
|                    | Piciformes (gõ kiến và họ hàng)                                                                       |
|                    | |

|  | Coraciiformes (bói cá và họ hàng) |
|  |                                   |
|  | Piciformes (gõ kiến và họ hàng)   |
|  |                                   |

|                    | Bucerotiformes (hồng hoàng và họ hàng)                                                                |
|                    | |
| Picodynastornithes | \| \| Coraciiformes (bói cá và họ hàng) \| \| \| \| \| \| Piciformes (gõ kiến và họ hàng) \| \| \| \| |
|                    | \| \| Coraciiformes (bói cá và họ hàng) \| \| \| \| \| \| Piciformes (gõ kiến và họ hàng) \| \| \| \| |
|                    | Coraciiformes (bói cá và họ hàng)                                                                     |
|                    | |
|                    | Piciformes (gõ kiến và họ hàng)                                                                       |
|                    | |

|  | Coraciiformes (bói cá và họ hàng) |
|  |                                   |
|  | Piciformes (gõ kiến và họ hàng)   |
|  |                                   |

|                    | Bucerotiformes (hồng hoàng và họ hàng)                                                                |
|                    | |
| Picodynastornithes | \| \| Coraciiformes (bói cá và họ hàng) \| \| \| \| \| \| Piciformes (gõ kiến và họ hàng) \| \| \| \| |
|                    | \| \| Coraciiformes (bói cá và họ hàng) \| \| \| \| \| \| Piciformes (gõ kiến và họ hàng) \| \| \| \| |
|                    | Coraciiformes (bói cá và họ hàng)                                                                     |
|                    | |
|                    | Piciformes (gõ kiến và họ hàng)                                                                       |
|                    | |

|  | Coraciiformes (bói cá và họ hàng) |
|  |                                   |
|  | Piciformes (gõ kiến và họ hàng)   |
|  |                                   |

|                    | Bucerotiformes (hồng hoàng và họ hàng)                                                                |
|                    | |
| Picodynastornithes | \| \| Coraciiformes (bói cá và họ hàng) \| \| \| \| \| \| Piciformes (gõ kiến và họ hàng) \| \| \| \| |
|                    | \| \| Coraciiformes (bói cá và họ hàng) \| \| \| \| \| \| Piciformes (gõ kiến và họ hàng) \| \| \| \| |
|                    | Coraciiformes (bói cá và họ hàng)                                                                     |
|                    | |
|                    | Piciformes (gõ kiến và họ hàng)                                                                       |
|                    | |

|  | Coraciiformes (bói cá và họ hàng) |
|  |                                   |
|  | Piciformes (gõ kiến và họ hàng)   |
|  |                                   |

|                    | Bucerotiformes (hồng hoàng và họ hàng)                                                                |
|                    | |
| Picodynastornithes | \| \| Coraciiformes (bói cá và họ hàng) \| \| \| \| \| \| Piciformes (gõ kiến và họ hàng) \| \| \| \| |
|                    | \| \| Coraciiformes (bói cá và họ hàng) \| \| \| \| \| \| Piciformes (gõ kiến và họ hàng) \| \| \| \| |
|                    | Coraciiformes (bói cá và họ hàng)                                                                     |
|                    | |
|                    | Piciformes (gõ kiến và họ hàng)                                                                       |
|                    | |

|  | Coraciiformes (bói cá và họ hàng) |
|  |                                   |
|  | Piciformes (gõ kiến và họ hàng)   |
|  |                                   |

|                    | Bucerotiformes (hồng hoàng và họ hàng)                                                                |
|                    | |
| Picodynastornithes | \| \| Coraciiformes (bói cá và họ hàng) \| \| \| \| \| \| Piciformes (gõ kiến và họ hàng) \| \| \| \| |
|                    | \| \| Coraciiformes (bói cá và họ hàng) \| \| \| \| \| \| Piciformes (gõ kiến và họ hàng) \| \| \| \| |
|                    | Coraciiformes (bói cá và họ hàng)                                                                     |
|                    | |
|                    | Piciformes (gõ kiến và họ hàng)                                                                       |
|                    | |

|  | Coraciiformes (bói cá và họ hàng) |
|  |                                   |
|  | Piciformes (gõ kiến và họ hàng)   |
|  |                                   |

|                    | Bucerotiformes (hồng hoàng và họ hàng)                                                                |
|                    | |
| Picodynastornithes | \| \| Coraciiformes (bói cá và họ hàng) \| \| \| \| \| \| Piciformes (gõ kiến và họ hàng) \| \| \| \| |
|                    | \| \| Coraciiformes (bói cá và họ hàng) \| \| \| \| \| \| Piciformes (gõ kiến và họ hàng) \| \| \| \| |
|                    | Coraciiformes (bói cá và họ hàng)                                                                     |
|                    | |
|                    | Piciformes (gõ kiến và họ hàng)                                                                       |
|                    | |

|  | Coraciiformes (bói cá và họ hàng) |
|  |                                   |
|  | Piciformes (gõ kiến và họ hàng)   |
|  |                                   |

|                  | Falconiformes (cắt)                                                                    |
|                  |                                                                                        |
| Psittacopasserae | \| \| Psittaciformes (vẹt) \| \| \| \| \| \| Passeriformes (chim biết hót) \| \| \| \| |
|                  | \| \| Psittaciformes (vẹt) \| \| \| \| \| \| Passeriformes (chim biết hót) \| \| \| \| |
|                  | Psittaciformes (vẹt)                                                                   |
|                  |                                                                                        |
|                  | Passeriformes (chim biết hót)                                                          |
|                  |                                                                                        |

|  | Psittaciformes (vẹt)          |
|  |                               |
|  | Passeriformes (chim biết hót) |
|  |                               |

|                  | Falconiformes (cắt)                                                                    |
|                  |                                                                                        |
| Psittacopasserae | \| \| Psittaciformes (vẹt) \| \| \| \| \| \| Passeriformes (chim biết hót) \| \| \| \| |
|                  | \| \| Psittaciformes (vẹt) \| \| \| \| \| \| Passeriformes (chim biết hót) \| \| \| \| |
|                  | Psittaciformes (vẹt)                                                                   |
|                  |                                                                                        |
|                  | Passeriformes (chim biết hót)                                                          |
|                  |                                                                                        |

|  | Psittaciformes (vẹt)          |
|  |                               |
|  | Passeriformes (chim biết hót) |
|  |                               |

|  | Cathartiformes (kền kền Tân thế giới) |
|  |                                       |
|  | Accipitriformes (ưng và họ hàng)      |
|  |                                       |

|                    | Bucerotiformes (hồng hoàng và họ hàng)                                                                |
|                    | |
| Picodynastornithes | \| \| Coraciiformes (bói cá và họ hàng) \| \| \| \| \| \| Piciformes (gõ kiến và họ hàng) \| \| \| \| |
|                    | \| \| Coraciiformes (bói cá và họ hàng) \| \| \| \| \| \| Piciformes (gõ kiến và họ hàng) \| \| \| \| |
|                    | Coraciiformes (bói cá và họ hàng)                                                                     |
|                    | |
|                    | Piciformes (gõ kiến và họ hàng)                                                                       |
|                    | |

|  | Coraciiformes (bói cá và họ hàng) |
|  |                                   |
|  | Piciformes (gõ kiến và họ hàng)   |
|  |                                   |

|                    | Bucerotiformes (hồng hoàng và họ hàng)                                                                |
|                    | |
| Picodynastornithes | \| \| Coraciiformes (bói cá và họ hàng) \| \| \| \| \| \| Piciformes (gõ kiến và họ hàng) \| \| \| \| |
|                    | \| \| Coraciiformes (bói cá và họ hàng) \| \| \| \| \| \| Piciformes (gõ kiến và họ hàng) \| \| \| \| |
|                    | Coraciiformes (bói cá và họ hàng)                                                                     |
|                    | |
|                    | Piciformes (gõ kiến và họ hàng)                                                                       |
|                    | |

|  | Coraciiformes (bói cá và họ hàng) |
|  |                                   |
|  | Piciformes (gõ kiến và họ hàng)   |
|  |                                   |

|                    | Bucerotiformes (hồng hoàng và họ hàng)                                                                |
|                    | |
| Picodynastornithes | \| \| Coraciiformes (bói cá và họ hàng) \| \| \| \| \| \| Piciformes (gõ kiến và họ hàng) \| \| \| \| |
|                    | \| \| Coraciiformes (bói cá và họ hàng) \| \| \| \| \| \| Piciformes (gõ kiến và họ hàng) \| \| \| \| |
|                    | Coraciiformes (bói cá và họ hàng)                                                                     |
|                    | |
|                    | Piciformes (gõ kiến và họ hàng)                                                                       |
|                    | |

|  | Coraciiformes (bói cá và họ hàng) |
|  |                                   |
|  | Piciformes (gõ kiến và họ hàng)   |
|  |                                   |

|                    | Bucerotiformes (hồng hoàng và họ hàng)                                                                |
|                    | |
| Picodynastornithes | \| \| Coraciiformes (bói cá và họ hàng) \| \| \| \| \| \| Piciformes (gõ kiến và họ hàng) \| \| \| \| |
|                    | \| \| Coraciiformes (bói cá và họ hàng) \| \| \| \| \| \| Piciformes (gõ kiến và họ hàng) \| \| \| \| |
|                    | Coraciiformes (bói cá và họ hàng)                                                                     |
|                    | |
|                    | Piciformes (gõ kiến và họ hàng)                                                                       |
|                    | |

|  | Coraciiformes (bói cá và họ hàng) |
|  |                                   |
|  | Piciformes (gõ kiến và họ hàng)   |
|  |                                   |

|                    | Bucerotiformes (hồng hoàng và họ hàng)                                                                |
|                    | |
| Picodynastornithes | \| \| Coraciiformes (bói cá và họ hàng) \| \| \| \| \| \| Piciformes (gõ kiến và họ hàng) \| \| \| \| |
|                    | \| \| Coraciiformes (bói cá và họ hàng) \| \| \| \| \| \| Piciformes (gõ kiến và họ hàng) \| \| \| \| |
|                    | Coraciiformes (bói cá và họ hàng)                                                                     |
|                    | |
|                    | Piciformes (gõ kiến và họ hàng)                                                                       |
|                    | |

|  | Coraciiformes (bói cá và họ hàng) |
|  |                                   |
|  | Piciformes (gõ kiến và họ hàng)   |
|  |                                   |

|                    | Bucerotiformes (hồng hoàng và họ hàng)                                                                |
|                    | |
| Picodynastornithes | \| \| Coraciiformes (bói cá và họ hàng) \| \| \| \| \| \| Piciformes (gõ kiến và họ hàng) \| \| \| \| |
|                    | \| \| Coraciiformes (bói cá và họ hàng) \| \| \| \| \| \| Piciformes (gõ kiến và họ hàng) \| \| \| \| |
|                    | Coraciiformes (bói cá và họ hàng)                                                                     |
|                    | |
|                    | Piciformes (gõ kiến và họ hàng)                                                                       |
|                    | |

|  | Coraciiformes (bói cá và họ hàng) |
|  |                                   |
|  | Piciformes (gõ kiến và họ hàng)   |
|  |                                   |

|                    | Bucerotiformes (hồng hoàng và họ hàng)                                                                |
|                    | |
| Picodynastornithes | \| \| Coraciiformes (bói cá và họ hàng) \| \| \| \| \| \| Piciformes (gõ kiến và họ hàng) \| \| \| \| |
|                    | \| \| Coraciiformes (bói cá và họ hàng) \| \| \| \| \| \| Piciformes (gõ kiến và họ hàng) \| \| \| \| |
|                    | Coraciiformes (bói cá và họ hàng)                                                                     |
|                    | |
|                    | Piciformes (gõ kiến và họ hàng)                                                                       |
|                    | |

|  | Coraciiformes (bói cá và họ hàng) |
|  |                                   |
|  | Piciformes (gõ kiến và họ hàng)   |
|  |                                   |

|                    | Bucerotiformes (hồng hoàng và họ hàng)                                                                |
|                    | |
| Picodynastornithes | \| \| Coraciiformes (bói cá và họ hàng) \| \| \| \| \| \| Piciformes (gõ kiến và họ hàng) \| \| \| \| |
|                    | \| \| Coraciiformes (bói cá và họ hàng) \| \| \| \| \| \| Piciformes (gõ kiến và họ hàng) \| \| \| \| |
|                    | Coraciiformes (bói cá và họ hàng)                                                                     |
|                    | |
|                    | Piciformes (gõ kiến và họ hàng)                                                                       |
|                    | |

|  | Coraciiformes (bói cá và họ hàng) |
|  |                                   |
|  | Piciformes (gõ kiến và họ hàng)   |
|  |                                   |

|                  | Falconiformes (cắt)                                                                    |
|                  |                                                                                        |
| Psittacopasserae | \| \| Psittaciformes (vẹt) \| \| \| \| \| \| Passeriformes (chim biết hót) \| \| \| \| |
|                  | \| \| Psittaciformes (vẹt) \| \| \| \| \| \| Passeriformes (chim biết hót) \| \| \| \| |
|                  | Psittaciformes (vẹt)                                                                   |
|                  |                                                                                        |
|                  | Passeriformes (chim biết hót)                                                          |
|                  |                                                                                        |

|  | Psittaciformes (vẹt)          |
|  |                               |
|  | Passeriformes (chim biết hót) |
|  |                               |

|                  | Falconiformes (cắt)                                                                    |
|                  |                                                                                        |
| Psittacopasserae | \| \| Psittaciformes (vẹt) \| \| \| \| \| \| Passeriformes (chim biết hót) \| \| \| \| |
|                  | \| \| Psittaciformes (vẹt) \| \| \| \| \| \| Passeriformes (chim biết hót) \| \| \| \| |
|                  | Psittaciformes (vẹt)                                                                   |
|                  |                                                                                        |
|                  | Passeriformes (chim biết hót)                                                          |
|                  |                                                                                        |

|  | Psittaciformes (vẹt)          |
|  |                               |
|  | Passeriformes (chim biết hót) |
|  |                               |

|  | Phoenicopteriformes (hồng hạc) |
|  |                                |
|  | Podicipediformes (chim lặn)    |
|  |                                |

|  | Columbiformes (bồ câu)                                                                  |
|  |                                                                                         |
|  | \| \| Mesitornithiformes (mesite) \| \| \| \| \| \| Pterocliformes (gà cát) \| \| \| \| |
|  |                                                                                         |
|  | Mesitornithiformes (mesite)                                                             |
|  |                                                                                         |
|  | Pterocliformes (gà cát)                                                                 |
|  |                                                                                         |

|  | Mesitornithiformes (mesite) |
|  |                             |
|  | Pterocliformes (gà cát)     |
|  |                             |

|  | Podargiformes (cú muỗi mỏ quặp)                                                             |
|  |                                                                                             |
|  | \| \| Aegotheliformes \| \| \| \| \| \| Apodiformes (yến, yến mào và chim ruồi) \| \| \| \| |
|  |                                                                                             |
|  | Aegotheliformes                                                                             |
|  |                                                                                             |
|  | Apodiformes (yến, yến mào và chim ruồi)                                                     |
|  |                                                                                             |

|  | Aegotheliformes                         |
|  |                                         |
|  | Apodiformes (yến, yến mào và chim ruồi) |
|  |                                         |

|  | Podargiformes (cú muỗi mỏ quặp)                                                             |
|  |                                                                                             |
|  | \| \| Aegotheliformes \| \| \| \| \| \| Apodiformes (yến, yến mào và chim ruồi) \| \| \| \| |
|  |                                                                                             |
|  | Aegotheliformes                                                                             |
|  |                                                                                             |
|  | Apodiformes (yến, yến mào và chim ruồi)                                                     |
|  |                                                                                             |

|  | Aegotheliformes                         |
|  |                                         |
|  | Apodiformes (yến, yến mào và chim ruồi) |
|  |                                         |

|  | Podargiformes (cú muỗi mỏ quặp)                                                             |
|  |                                                                                             |
|  | \| \| Aegotheliformes \| \| \| \| \| \| Apodiformes (yến, yến mào và chim ruồi) \| \| \| \| |
|  |                                                                                             |
|  | Aegotheliformes                                                                             |
|  |                                                                                             |
|  | Apodiformes (yến, yến mào và chim ruồi)                                                     |
|  |                                                                                             |

|  | Aegotheliformes                         |
|  |                                         |
|  | Apodiformes (yến, yến mào và chim ruồi) |
|  |                                         |

|  | Podargiformes (cú muỗi mỏ quặp)                                                             |
|  |                                                                                             |
|  | \| \| Aegotheliformes \| \| \| \| \| \| Apodiformes (yến, yến mào và chim ruồi) \| \| \| \| |
|  |                                                                                             |
|  | Aegotheliformes                                                                             |
|  |                                                                                             |
|  | Apodiformes (yến, yến mào và chim ruồi)                                                     |
|  |                                                                                             |

|  | Aegotheliformes                         |
|  |                                         |
|  | Apodiformes (yến, yến mào và chim ruồi) |
|  |                                         |

|  | Otidiformes (ô tác)      |
|  |                          |
|  | Cuculiformes (cu cu)     |
|  |                          |
|  | Musophagiformes (turaco) |
|  |                          |

|  | Phaethontiformes (chim nhiệt đới)          |
|  |                                            |
|  | Eurypygiformes (chim kagu và vạc mặt trời) |
|  |                                            |

|  | Procellariiformes (hải âu và hải yến) |
|  |                                       |
|  | Sphenisciformes (chim cánh cụt)       |
|  |                                       |

|  | Ciconiiformes (hạc)                                                                                    |
|  | |
|  | \| \| Suliformes (chim điên, cốc,...) \| \| \| \| \| \| Pelecaniformes (bồ nông, diệc,...) \| \| \| \| |
|  | |
|  | Suliformes (chim điên, cốc,...)                                                                        |
|  | |
|  | Pelecaniformes (bồ nông, diệc,...)                                                                     |
|  | |

|  | Suliformes (chim điên, cốc,...)    |
|  |                                    |
|  | Pelecaniformes (bồ nông, diệc,...) |
|  |                                    |

|  | Procellariiformes (hải âu và hải yến) |
|  |                                       |
|  | Sphenisciformes (chim cánh cụt)       |
|  |                                       |

|  | Ciconiiformes (hạc)                                                                                    |
|  | |
|  | \| \| Suliformes (chim điên, cốc,...) \| \| \| \| \| \| Pelecaniformes (bồ nông, diệc,...) \| \| \| \| |
|  | |
|  | Suliformes (chim điên, cốc,...)                                                                        |
|  | |
|  | Pelecaniformes (bồ nông, diệc,...)                                                                     |
|  | |

|  | Suliformes (chim điên, cốc,...)    |
|  |                                    |
|  | Pelecaniformes (bồ nông, diệc,...) |
|  |                                    |

|  | Procellariiformes (hải âu và hải yến) |
|  |                                       |
|  | Sphenisciformes (chim cánh cụt)       |
|  |                                       |

|  | Ciconiiformes (hạc)                                                                                    |
|  | |
|  | \| \| Suliformes (chim điên, cốc,...) \| \| \| \| \| \| Pelecaniformes (bồ nông, diệc,...) \| \| \| \| |
|  | |
|  | Suliformes (chim điên, cốc,...)                                                                        |
|  | |
|  | Pelecaniformes (bồ nông, diệc,...)                                                                     |
|  | |

|  | Suliformes (chim điên, cốc,...)    |
|  |                                    |
|  | Pelecaniformes (bồ nông, diệc,...) |
|  |                                    |

|  | Procellariiformes (hải âu và hải yến) |
|  |                                       |
|  | Sphenisciformes (chim cánh cụt)       |
|  |                                       |

|  | Ciconiiformes (hạc)                                                                                    |
|  | |
|  | \| \| Suliformes (chim điên, cốc,...) \| \| \| \| \| \| Pelecaniformes (bồ nông, diệc,...) \| \| \| \| |
|  | |
|  | Suliformes (chim điên, cốc,...)                                                                        |
|  | |
|  | Pelecaniformes (bồ nông, diệc,...)                                                                     |
|  | |

|  | Suliformes (chim điên, cốc,...)    |
|  |                                    |
|  | Pelecaniformes (bồ nông, diệc,...) |
|  |                                    |

|  | Phaethontiformes (chim nhiệt đới)          |
|  |                                            |
|  | Eurypygiformes (chim kagu và vạc mặt trời) |
|  |                                            |

|  | Procellariiformes (hải âu và hải yến) |
|  |                                       |
|  | Sphenisciformes (chim cánh cụt)       |
|  |                                       |

|  | Ciconiiformes (hạc)                                                                                    |
|  | |
|  | \| \| Suliformes (chim điên, cốc,...) \| \| \| \| \| \| Pelecaniformes (bồ nông, diệc,...) \| \| \| \| |
|  | |
|  | Suliformes (chim điên, cốc,...)                                                                        |
|  | |
|  | Pelecaniformes (bồ nông, diệc,...)                                                                     |
|  | |

|  | Suliformes (chim điên, cốc,...)    |
|  |                                    |
|  | Pelecaniformes (bồ nông, diệc,...) |
|  |                                    |

|  | Procellariiformes (hải âu và hải yến) |
|  |                                       |
|  | Sphenisciformes (chim cánh cụt)       |
|  |                                       |

|  | Ciconiiformes (hạc)                                                                                    |
|  | |
|  | \| \| Suliformes (chim điên, cốc,...) \| \| \| \| \| \| Pelecaniformes (bồ nông, diệc,...) \| \| \| \| |
|  | |
|  | Suliformes (chim điên, cốc,...)                                                                        |
|  | |
|  | Pelecaniformes (bồ nông, diệc,...)                                                                     |
|  | |

|  | Suliformes (chim điên, cốc,...)    |
|  |                                    |
|  | Pelecaniformes (bồ nông, diệc,...) |
|  |                                    |

|  | Procellariiformes (hải âu và hải yến) |
|  |                                       |
|  | Sphenisciformes (chim cánh cụt)       |
|  |                                       |

|  | Ciconiiformes (hạc)                                                                                    |
|  | |
|  | \| \| Suliformes (chim điên, cốc,...) \| \| \| \| \| \| Pelecaniformes (bồ nông, diệc,...) \| \| \| \| |
|  | |
|  | Suliformes (chim điên, cốc,...)                                                                        |
|  | |
|  | Pelecaniformes (bồ nông, diệc,...)                                                                     |
|  | |

|  | Suliformes (chim điên, cốc,...)    |
|  |                                    |
|  | Pelecaniformes (bồ nông, diệc,...) |
|  |                                    |

|  | Procellariiformes (hải âu và hải yến) |
|  |                                       |
|  | Sphenisciformes (chim cánh cụt)       |
|  |                                       |

|  | Ciconiiformes (hạc)                                                                                    |
|  | |
|  | \| \| Suliformes (chim điên, cốc,...) \| \| \| \| \| \| Pelecaniformes (bồ nông, diệc,...) \| \| \| \| |
|  | |
|  | Suliformes (chim điên, cốc,...)                                                                        |
|  | |
|  | Pelecaniformes (bồ nông, diệc,...)                                                                     |
|  | |

|  | Suliformes (chim điên, cốc,...)    |
|  |                                    |
|  | Pelecaniformes (bồ nông, diệc,...) |
|  |                                    |

|  | Cathartiformes (kền kền Tân thế giới) |
|  |                                       |
|  | Accipitriformes (ưng và họ hàng)      |
|  |                                       |

|                    | Bucerotiformes (hồng hoàng và họ hàng)                                                                |
|                    | |
| Picodynastornithes | \| \| Coraciiformes (bói cá và họ hàng) \| \| \| \| \| \| Piciformes (gõ kiến và họ hàng) \| \| \| \| |
|                    | \| \| Coraciiformes (bói cá và họ hàng) \| \| \| \| \| \| Piciformes (gõ kiến và họ hàng) \| \| \| \| |
|                    | Coraciiformes (bói cá và họ hàng)                                                                     |
|                    | |
|                    | Piciformes (gõ kiến và họ hàng)                                                                       |
|                    | |

|  | Coraciiformes (bói cá và họ hàng) |
|  |                                   |
|  | Piciformes (gõ kiến và họ hàng)   |
|  |                                   |

|                    | Bucerotiformes (hồng hoàng và họ hàng)                                                                |
|                    | |
| Picodynastornithes | \| \| Coraciiformes (bói cá và họ hàng) \| \| \| \| \| \| Piciformes (gõ kiến và họ hàng) \| \| \| \| |
|                    | \| \| Coraciiformes (bói cá và họ hàng) \| \| \| \| \| \| Piciformes (gõ kiến và họ hàng) \| \| \| \| |
|                    | Coraciiformes (bói cá và họ hàng)                                                                     |
|                    | |
|                    | Piciformes (gõ kiến và họ hàng)                                                                       |
|                    | |

|  | Coraciiformes (bói cá và họ hàng) |
|  |                                   |
|  | Piciformes (gõ kiến và họ hàng)   |
|  |                                   |

|                    | Bucerotiformes (hồng hoàng và họ hàng)                                                                |
|                    | |
| Picodynastornithes | \| \| Coraciiformes (bói cá và họ hàng) \| \| \| \| \| \| Piciformes (gõ kiến và họ hàng) \| \| \| \| |
|                    | \| \| Coraciiformes (bói cá và họ hàng) \| \| \| \| \| \| Piciformes (gõ kiến và họ hàng) \| \| \| \| |
|                    | Coraciiformes (bói cá và họ hàng)                                                                     |
|                    | |
|                    | Piciformes (gõ kiến và họ hàng)                                                                       |
|                    | |

|  | Coraciiformes (bói cá và họ hàng) |
|  |                                   |
|  | Piciformes (gõ kiến và họ hàng)   |
|  |                                   |

|                    | Bucerotiformes (hồng hoàng và họ hàng)                                                                |
|                    | |
| Picodynastornithes | \| \| Coraciiformes (bói cá và họ hàng) \| \| \| \| \| \| Piciformes (gõ kiến và họ hàng) \| \| \| \| |
|                    | \| \| Coraciiformes (bói cá và họ hàng) \| \| \| \| \| \| Piciformes (gõ kiến và họ hàng) \| \| \| \| |
|                    | Coraciiformes (bói cá và họ hàng)                                                                     |
|                    | |
|                    | Piciformes (gõ kiến và họ hàng)                                                                       |
|                    | |

|  | Coraciiformes (bói cá và họ hàng) |
|  |                                   |
|  | Piciformes (gõ kiến và họ hàng)   |
|  |                                   |

|                    | Bucerotiformes (hồng hoàng và họ hàng)                                                                |
|                    | |
| Picodynastornithes | \| \| Coraciiformes (bói cá và họ hàng) \| \| \| \| \| \| Piciformes (gõ kiến và họ hàng) \| \| \| \| |
|                    | \| \| Coraciiformes (bói cá và họ hàng) \| \| \| \| \| \| Piciformes (gõ kiến và họ hàng) \| \| \| \| |
|                    | Coraciiformes (bói cá và họ hàng)                                                                     |
|                    | |
|                    | Piciformes (gõ kiến và họ hàng)                                                                       |
|                    | |

|  | Coraciiformes (bói cá và họ hàng) |
|  |                                   |
|  | Piciformes (gõ kiến và họ hàng)   |
|  |                                   |

|                    | Bucerotiformes (hồng hoàng và họ hàng)                                                                |
|                    | |
| Picodynastornithes | \| \| Coraciiformes (bói cá và họ hàng) \| \| \| \| \| \| Piciformes (gõ kiến và họ hàng) \| \| \| \| |
|                    | \| \| Coraciiformes (bói cá và họ hàng) \| \| \| \| \| \| Piciformes (gõ kiến và họ hàng) \| \| \| \| |
|                    | Coraciiformes (bói cá và họ hàng)                                                                     |
|                    | |
|                    | Piciformes (gõ kiến và họ hàng)                                                                       |
|                    | |

|  | Coraciiformes (bói cá và họ hàng) |
|  |                                   |
|  | Piciformes (gõ kiến và họ hàng)   |
|  |                                   |

|                    | Bucerotiformes (hồng hoàng và họ hàng)                                                                |
|                    | |
| Picodynastornithes | \| \| Coraciiformes (bói cá và họ hàng) \| \| \| \| \| \| Piciformes (gõ kiến và họ hàng) \| \| \| \| |
|                    | \| \| Coraciiformes (bói cá và họ hàng) \| \| \| \| \| \| Piciformes (gõ kiến và họ hàng) \| \| \| \| |
|                    | Coraciiformes (bói cá và họ hàng)                                                                     |
|                    | |
|                    | Piciformes (gõ kiến và họ hàng)                                                                       |
|                    | |

|  | Coraciiformes (bói cá và họ hàng) |
|  |                                   |
|  | Piciformes (gõ kiến và họ hàng)   |
|  |                                   |

|                    | Bucerotiformes (hồng hoàng và họ hàng)                                                                |
|                    | |
| Picodynastornithes | \| \| Coraciiformes (bói cá và họ hàng) \| \| \| \| \| \| Piciformes (gõ kiến và họ hàng) \| \| \| \| |
|                    | \| \| Coraciiformes (bói cá và họ hàng) \| \| \| \| \| \| Piciformes (gõ kiến và họ hàng) \| \| \| \| |
|                    | Coraciiformes (bói cá và họ hàng)                                                                     |
|                    | |
|                    | Piciformes (gõ kiến và họ hàng)                                                                       |
|                    | |

|  | Coraciiformes (bói cá và họ hàng) |
|  |                                   |
|  | Piciformes (gõ kiến và họ hàng)   |
|  |                                   |

|                  | Falconiformes (cắt)                                                                    |
|                  |                                                                                        |
| Psittacopasserae | \| \| Psittaciformes (vẹt) \| \| \| \| \| \| Passeriformes (chim biết hót) \| \| \| \| |
|                  | \| \| Psittaciformes (vẹt) \| \| \| \| \| \| Passeriformes (chim biết hót) \| \| \| \| |
|                  | Psittaciformes (vẹt)                                                                   |
|                  |                                                                                        |
|                  | Passeriformes (chim biết hót)                                                          |
|                  |                                                                                        |

|  | Psittaciformes (vẹt)          |
|  |                               |
|  | Passeriformes (chim biết hót) |
|  |                               |

|                  | Falconiformes (cắt)                                                                    |
|                  |                                                                                        |
| Psittacopasserae | \| \| Psittaciformes (vẹt) \| \| \| \| \| \| Passeriformes (chim biết hót) \| \| \| \| |
|                  | \| \| Psittaciformes (vẹt) \| \| \| \| \| \| Passeriformes (chim biết hót) \| \| \| \| |
|                  | Psittaciformes (vẹt)                                                                   |
|                  |                                                                                        |
|                  | Passeriformes (chim biết hót)                                                          |
|                  |                                                                                        |

|  | Psittaciformes (vẹt)          |
|  |                               |
|  | Passeriformes (chim biết hót) |
|  |                               |

|  | Cathartiformes (kền kền Tân thế giới) |
|  |                                       |
|  | Accipitriformes (ưng và họ hàng)      |
|  |                                       |

|                    | Bucerotiformes (hồng hoàng và họ hàng)                                                                |
|                    | |
| Picodynastornithes | \| \| Coraciiformes (bói cá và họ hàng) \| \| \| \| \| \| Piciformes (gõ kiến và họ hàng) \| \| \| \| |
|                    | \| \| Coraciiformes (bói cá và họ hàng) \| \| \| \| \| \| Piciformes (gõ kiến và họ hàng) \| \| \| \| |
|                    | Coraciiformes (bói cá và họ hàng)                                                                     |
|                    | |
|                    | Piciformes (gõ kiến và họ hàng)                                                                       |
|                    | |

|  | Coraciiformes (bói cá và họ hàng) |
|  |                                   |
|  | Piciformes (gõ kiến và họ hàng)   |
|  |                                   |

|                    | Bucerotiformes (hồng hoàng và họ hàng)                                                                |
|                    | |
| Picodynastornithes | \| \| Coraciiformes (bói cá và họ hàng) \| \| \| \| \| \| Piciformes (gõ kiến và họ hàng) \| \| \| \| |
|                    | \| \| Coraciiformes (bói cá và họ hàng) \| \| \| \| \| \| Piciformes (gõ kiến và họ hàng) \| \| \| \| |
|                    | Coraciiformes (bói cá và họ hàng)                                                                     |
|                    | |
|                    | Piciformes (gõ kiến và họ hàng)                                                                       |
|                    | |

|  | Coraciiformes (bói cá và họ hàng) |
|  |                                   |
|  | Piciformes (gõ kiến và họ hàng)   |
|  |                                   |

|                    | Bucerotiformes (hồng hoàng và họ hàng)                                                                |
|                    | |
| Picodynastornithes | \| \| Coraciiformes (bói cá và họ hàng) \| \| \| \| \| \| Piciformes (gõ kiến và họ hàng) \| \| \| \| |
|                    | \| \| Coraciiformes (bói cá và họ hàng) \| \| \| \| \| \| Piciformes (gõ kiến và họ hàng) \| \| \| \| |
|                    | Coraciiformes (bói cá và họ hàng)                                                                     |
|                    | |
|                    | Piciformes (gõ kiến và họ hàng)                                                                       |
|                    | |

|  | Coraciiformes (bói cá và họ hàng) |
|  |                                   |
|  | Piciformes (gõ kiến và họ hàng)   |
|  |                                   |

|                    | Bucerotiformes (hồng hoàng và họ hàng)                                                                |
|                    | |
| Picodynastornithes | \| \| Coraciiformes (bói cá và họ hàng) \| \| \| \| \| \| Piciformes (gõ kiến và họ hàng) \| \| \| \| |
|                    | \| \| Coraciiformes (bói cá và họ hàng) \| \| \| \| \| \| Piciformes (gõ kiến và họ hàng) \| \| \| \| |
|                    | Coraciiformes (bói cá và họ hàng)                                                                     |
|                    | |
|                    | Piciformes (gõ kiến và họ hàng)                                                                       |
|                    | |

|  | Coraciiformes (bói cá và họ hàng) |
|  |                                   |
|  | Piciformes (gõ kiến và họ hàng)   |
|  |                                   |

|                    | Bucerotiformes (hồng hoàng và họ hàng)                                                                |
|                    | |
| Picodynastornithes | \| \| Coraciiformes (bói cá và họ hàng) \| \| \| \| \| \| Piciformes (gõ kiến và họ hàng) \| \| \| \| |
|                    | \| \| Coraciiformes (bói cá và họ hàng) \| \| \| \| \| \| Piciformes (gõ kiến và họ hàng) \| \| \| \| |
|                    | Coraciiformes (bói cá và họ hàng)                                                                     |
|                    | |
|                    | Piciformes (gõ kiến và họ hàng)                                                                       |
|                    | |

|  | Coraciiformes (bói cá và họ hàng) |
|  |                                   |
|  | Piciformes (gõ kiến và họ hàng)   |
|  |                                   |

|                    | Bucerotiformes (hồng hoàng và họ hàng)                                                                |
|                    | |
| Picodynastornithes | \| \| Coraciiformes (bói cá và họ hàng) \| \| \| \| \| \| Piciformes (gõ kiến và họ hàng) \| \| \| \| |
|                    | \| \| Coraciiformes (bói cá và họ hàng) \| \| \| \| \| \| Piciformes (gõ kiến và họ hàng) \| \| \| \| |
|                    | Coraciiformes (bói cá và họ hàng)                                                                     |
|                    | |
|                    | Piciformes (gõ kiến và họ hàng)                                                                       |
|                    | |

|  | Coraciiformes (bói cá và họ hàng) |
|  |                                   |
|  | Piciformes (gõ kiến và họ hàng)   |
|  |                                   |

|                    | Bucerotiformes (hồng hoàng và họ hàng)                                                                |
|                    | |
| Picodynastornithes | \| \| Coraciiformes (bói cá và họ hàng) \| \| \| \| \| \| Piciformes (gõ kiến và họ hàng) \| \| \| \| |
|                    | \| \| Coraciiformes (bói cá và họ hàng) \| \| \| \| \| \| Piciformes (gõ kiến và họ hàng) \| \| \| \| |
|                    | Coraciiformes (bói cá và họ hàng)                                                                     |
|                    | |
|                    | Piciformes (gõ kiến và họ hàng)                                                                       |
|                    | |

|  | Coraciiformes (bói cá và họ hàng) |
|  |                                   |
|  | Piciformes (gõ kiến và họ hàng)   |
|  |                                   |

|                    | Bucerotiformes (hồng hoàng và họ hàng)                                                                |
|                    | |
| Picodynastornithes | \| \| Coraciiformes (bói cá và họ hàng) \| \| \| \| \| \| Piciformes (gõ kiến và họ hàng) \| \| \| \| |
|                    | \| \| Coraciiformes (bói cá và họ hàng) \| \| \| \| \| \| Piciformes (gõ kiến và họ hàng) \| \| \| \| |
|                    | Coraciiformes (bói cá và họ hàng)                                                                     |
|                    | |
|                    | Piciformes (gõ kiến và họ hàng)                                                                       |
|                    | |

|  | Coraciiformes (bói cá và họ hàng) |
|  |                                   |
|  | Piciformes (gõ kiến và họ hàng)   |
|  |                                   |

|                  | Falconiformes (cắt)                                                                    |
|                  |                                                                                        |
| Psittacopasserae | \| \| Psittaciformes (vẹt) \| \| \| \| \| \| Passeriformes (chim biết hót) \| \| \| \| |
|                  | \| \| Psittaciformes (vẹt) \| \| \| \| \| \| Passeriformes (chim biết hót) \| \| \| \| |
|                  | Psittaciformes (vẹt)                                                                   |
|                  |                                                                                        |
|                  | Passeriformes (chim biết hót)                                                          |
|                  |                                                                                        |

|  | Psittaciformes (vẹt)          |
|  |                               |
|  | Passeriformes (chim biết hót) |
|  |                               |

|                  | Falconiformes (cắt)                                                                    |
|                  |                                                                                        |
| Psittacopasserae | \| \| Psittaciformes (vẹt) \| \| \| \| \| \| Passeriformes (chim biết hót) \| \| \| \| |
|                  | \| \| Psittaciformes (vẹt) \| \| \| \| \| \| Passeriformes (chim biết hót) \| \| \| \| |
|                  | Psittaciformes (vẹt)                                                                   |
|                  |                                                                                        |
|                  | Passeriformes (chim biết hót)                                                          |
|                  |                                                                                        |

|  | Psittaciformes (vẹt)          |
|  |                               |
|  | Passeriformes (chim biết hót) |
|  |                               |

|  | Podargiformes (cú muỗi mỏ quặp)                                                             |
|  |                                                                                             |
|  | \| \| Aegotheliformes \| \| \| \| \| \| Apodiformes (yến, yến mào và chim ruồi) \| \| \| \| |
|  |                                                                                             |
|  | Aegotheliformes                                                                             |
|  |                                                                                             |
|  | Apodiformes (yến, yến mào và chim ruồi)                                                     |
|  |                                                                                             |

|  | Aegotheliformes                         |
|  |                                         |
|  | Apodiformes (yến, yến mào và chim ruồi) |
|  |                                         |

|  | Podargiformes (cú muỗi mỏ quặp)                                                             |
|  |                                                                                             |
|  | \| \| Aegotheliformes \| \| \| \| \| \| Apodiformes (yến, yến mào và chim ruồi) \| \| \| \| |
|  |                                                                                             |
|  | Aegotheliformes                                                                             |
|  |                                                                                             |
|  | Apodiformes (yến, yến mào và chim ruồi)                                                     |
|  |                                                                                             |

|  | Aegotheliformes                         |
|  |                                         |
|  | Apodiformes (yến, yến mào và chim ruồi) |
|  |                                         |

|  | Podargiformes (cú muỗi mỏ quặp)                                                             |
|  |                                                                                             |
|  | \| \| Aegotheliformes \| \| \| \| \| \| Apodiformes (yến, yến mào và chim ruồi) \| \| \| \| |
|  |                                                                                             |
|  | Aegotheliformes                                                                             |
|  |                                                                                             |
|  | Apodiformes (yến, yến mào và chim ruồi)                                                     |
|  |                                                                                             |

|  | Aegotheliformes                         |
|  |                                         |
|  | Apodiformes (yến, yến mào và chim ruồi) |
|  |                                         |

|  | Podargiformes (cú muỗi mỏ quặp)                                                             |
|  |                                                                                             |
|  | \| \| Aegotheliformes \| \| \| \| \| \| Apodiformes (yến, yến mào và chim ruồi) \| \| \| \| |
|  |                                                                                             |
|  | Aegotheliformes                                                                             |
|  |                                                                                             |
|  | Apodiformes (yến, yến mào và chim ruồi)                                                     |
|  |                                                                                             |

|  | Aegotheliformes                         |
|  |                                         |
|  | Apodiformes (yến, yến mào và chim ruồi) |
|  |                                         |

|  | Otidiformes (ô tác)      |
|  |                          |
|  | Cuculiformes (cu cu)     |
|  |                          |
|  | Musophagiformes (turaco) |
|  |                          |

|  | Phaethontiformes (chim nhiệt đới)          |
|  |                                            |
|  | Eurypygiformes (chim kagu và vạc mặt trời) |
|  |                                            |

|  | Procellariiformes (hải âu và hải yến) |
|  |                                       |
|  | Sphenisciformes (chim cánh cụt)       |
|  |                                       |

|  | Ciconiiformes (hạc)                                                                                    |
|  | |
|  | \| \| Suliformes (chim điên, cốc,...) \| \| \| \| \| \| Pelecaniformes (bồ nông, diệc,...) \| \| \| \| |
|  | |
|  | Suliformes (chim điên, cốc,...)                                                                        |
|  | |
|  | Pelecaniformes (bồ nông, diệc,...)                                                                     |
|  | |

|  | Suliformes (chim điên, cốc,...)    |
|  |                                    |
|  | Pelecaniformes (bồ nông, diệc,...) |
|  |                                    |

|  | Procellariiformes (hải âu và hải yến) |
|  |                                       |
|  | Sphenisciformes (chim cánh cụt)       |
|  |                                       |

|  | Ciconiiformes (hạc)                                                                                    |
|  | |
|  | \| \| Suliformes (chim điên, cốc,...) \| \| \| \| \| \| Pelecaniformes (bồ nông, diệc,...) \| \| \| \| |
|  | |
|  | Suliformes (chim điên, cốc,...)                                                                        |
|  | |
|  | Pelecaniformes (bồ nông, diệc,...)                                                                     |
|  | |

|  | Suliformes (chim điên, cốc,...)    |
|  |                                    |
|  | Pelecaniformes (bồ nông, diệc,...) |
|  |                                    |

|  | Procellariiformes (hải âu và hải yến) |
|  |                                       |
|  | Sphenisciformes (chim cánh cụt)       |
|  |                                       |

|  | Ciconiiformes (hạc)                                                                                    |
|  | |
|  | \| \| Suliformes (chim điên, cốc,...) \| \| \| \| \| \| Pelecaniformes (bồ nông, diệc,...) \| \| \| \| |
|  | |
|  | Suliformes (chim điên, cốc,...)                                                                        |
|  | |
|  | Pelecaniformes (bồ nông, diệc,...)                                                                     |
|  | |

|  | Suliformes (chim điên, cốc,...)    |
|  |                                    |
|  | Pelecaniformes (bồ nông, diệc,...) |
|  |                                    |

|  | Procellariiformes (hải âu và hải yến) |
|  |                                       |
|  | Sphenisciformes (chim cánh cụt)       |
|  |                                       |

|  | Ciconiiformes (hạc)                                                                                    |
|  | |
|  | \| \| Suliformes (chim điên, cốc,...) \| \| \| \| \| \| Pelecaniformes (bồ nông, diệc,...) \| \| \| \| |
|  | |
|  | Suliformes (chim điên, cốc,...)                                                                        |
|  | |
|  | Pelecaniformes (bồ nông, diệc,...)                                                                     |
|  | |

|  | Suliformes (chim điên, cốc,...)    |
|  |                                    |
|  | Pelecaniformes (bồ nông, diệc,...) |
|  |                                    |

|  | Phaethontiformes (chim nhiệt đới)          |
|  |                                            |
|  | Eurypygiformes (chim kagu và vạc mặt trời) |
|  |                                            |

|  | Procellariiformes (hải âu và hải yến) |
|  |                                       |
|  | Sphenisciformes (chim cánh cụt)       |
|  |                                       |

|  | Ciconiiformes (hạc)                                                                                    |
|  | |
|  | \| \| Suliformes (chim điên, cốc,...) \| \| \| \| \| \| Pelecaniformes (bồ nông, diệc,...) \| \| \| \| |
|  | |
|  | Suliformes (chim điên, cốc,...)                                                                        |
|  | |
|  | Pelecaniformes (bồ nông, diệc,...)                                                                     |
|  | |

|  | Suliformes (chim điên, cốc,...)    |
|  |                                    |
|  | Pelecaniformes (bồ nông, diệc,...) |
|  |                                    |

|  | Procellariiformes (hải âu và hải yến) |
|  |                                       |
|  | Sphenisciformes (chim cánh cụt)       |
|  |                                       |

|  | Ciconiiformes (hạc)                                                                                    |
|  | |
|  | \| \| Suliformes (chim điên, cốc,...) \| \| \| \| \| \| Pelecaniformes (bồ nông, diệc,...) \| \| \| \| |
|  | |
|  | Suliformes (chim điên, cốc,...)                                                                        |
|  | |
|  | Pelecaniformes (bồ nông, diệc,...)                                                                     |
|  | |

|  | Suliformes (chim điên, cốc,...)    |
|  |                                    |
|  | Pelecaniformes (bồ nông, diệc,...) |
|  |                                    |

|  | Procellariiformes (hải âu và hải yến) |
|  |                                       |
|  | Sphenisciformes (chim cánh cụt)       |
|  |                                       |

|  | Ciconiiformes (hạc)                                                                                    |
|  | |
|  | \| \| Suliformes (chim điên, cốc,...) \| \| \| \| \| \| Pelecaniformes (bồ nông, diệc,...) \| \| \| \| |
|  | |
|  | Suliformes (chim điên, cốc,...)                                                                        |
|  | |
|  | Pelecaniformes (bồ nông, diệc,...)                                                                     |
|  | |

|  | Suliformes (chim điên, cốc,...)    |
|  |                                    |
|  | Pelecaniformes (bồ nông, diệc,...) |
|  |                                    |

|  | Procellariiformes (hải âu và hải yến) |
|  |                                       |
|  | Sphenisciformes (chim cánh cụt)       |
|  |                                       |

|  | Ciconiiformes (hạc)                                                                                    |
|  | |
|  | \| \| Suliformes (chim điên, cốc,...) \| \| \| \| \| \| Pelecaniformes (bồ nông, diệc,...) \| \| \| \| |
|  | |
|  | Suliformes (chim điên, cốc,...)                                                                        |
|  | |
|  | Pelecaniformes (bồ nông, diệc,...)                                                                     |
|  | |

|  | Suliformes (chim điên, cốc,...)    |
|  |                                    |
|  | Pelecaniformes (bồ nông, diệc,...) |
|  |                                    |

|  | Cathartiformes (kền kền Tân thế giới) |
|  |                                       |
|  | Accipitriformes (ưng và họ hàng)      |
|  |                                       |

|                    | Bucerotiformes (hồng hoàng và họ hàng)                                                                |
|                    | |
| Picodynastornithes | \| \| Coraciiformes (bói cá và họ hàng) \| \| \| \| \| \| Piciformes (gõ kiến và họ hàng) \| \| \| \| |
|                    | \| \| Coraciiformes (bói cá và họ hàng) \| \| \| \| \| \| Piciformes (gõ kiến và họ hàng) \| \| \| \| |
|                    | Coraciiformes (bói cá và họ hàng)                                                                     |
|                    | |
|                    | Piciformes (gõ kiến và họ hàng)                                                                       |
|                    | |

|  | Coraciiformes (bói cá và họ hàng) |
|  |                                   |
|  | Piciformes (gõ kiến và họ hàng)   |
|  |                                   |

|                    | Bucerotiformes (hồng hoàng và họ hàng)                                                                |
|                    | |
| Picodynastornithes | \| \| Coraciiformes (bói cá và họ hàng) \| \| \| \| \| \| Piciformes (gõ kiến và họ hàng) \| \| \| \| |
|                    | \| \| Coraciiformes (bói cá và họ hàng) \| \| \| \| \| \| Piciformes (gõ kiến và họ hàng) \| \| \| \| |
|                    | Coraciiformes (bói cá và họ hàng)                                                                     |
|                    | |
|                    | Piciformes (gõ kiến và họ hàng)                                                                       |
|                    | |

|  | Coraciiformes (bói cá và họ hàng) |
|  |                                   |
|  | Piciformes (gõ kiến và họ hàng)   |
|  |                                   |

|                    | Bucerotiformes (hồng hoàng và họ hàng)                                                                |
|                    | |
| Picodynastornithes | \| \| Coraciiformes (bói cá và họ hàng) \| \| \| \| \| \| Piciformes (gõ kiến và họ hàng) \| \| \| \| |
|                    | \| \| Coraciiformes (bói cá và họ hàng) \| \| \| \| \| \| Piciformes (gõ kiến và họ hàng) \| \| \| \| |
|                    | Coraciiformes (bói cá và họ hàng)                                                                     |
|                    | |
|                    | Piciformes (gõ kiến và họ hàng)                                                                       |
|                    | |

|  | Coraciiformes (bói cá và họ hàng) |
|  |                                   |
|  | Piciformes (gõ kiến và họ hàng)   |
|  |                                   |

|                    | Bucerotiformes (hồng hoàng và họ hàng)                                                                |
|                    | |
| Picodynastornithes | \| \| Coraciiformes (bói cá và họ hàng) \| \| \| \| \| \| Piciformes (gõ kiến và họ hàng) \| \| \| \| |
|                    | \| \| Coraciiformes (bói cá và họ hàng) \| \| \| \| \| \| Piciformes (gõ kiến và họ hàng) \| \| \| \| |
|                    | Coraciiformes (bói cá và họ hàng)                                                                     |
|                    | |
|                    | Piciformes (gõ kiến và họ hàng)                                                                       |
|                    | |

|  | Coraciiformes (bói cá và họ hàng) |
|  |                                   |
|  | Piciformes (gõ kiến và họ hàng)   |
|  |                                   |

|                    | Bucerotiformes (hồng hoàng và họ hàng)                                                                |
|                    | |
| Picodynastornithes | \| \| Coraciiformes (bói cá và họ hàng) \| \| \| \| \| \| Piciformes (gõ kiến và họ hàng) \| \| \| \| |
|                    | \| \| Coraciiformes (bói cá và họ hàng) \| \| \| \| \| \| Piciformes (gõ kiến và họ hàng) \| \| \| \| |
|                    | Coraciiformes (bói cá và họ hàng)                                                                     |
|                    | |
|                    | Piciformes (gõ kiến và họ hàng)                                                                       |
|                    | |

|  | Coraciiformes (bói cá và họ hàng) |
|  |                                   |
|  | Piciformes (gõ kiến và họ hàng)   |
|  |                                   |

|                    | Bucerotiformes (hồng hoàng và họ hàng)                                                                |
|                    | |
| Picodynastornithes | \| \| Coraciiformes (bói cá và họ hàng) \| \| \| \| \| \| Piciformes (gõ kiến và họ hàng) \| \| \| \| |
|                    | \| \| Coraciiformes (bói cá và họ hàng) \| \| \| \| \| \| Piciformes (gõ kiến và họ hàng) \| \| \| \| |
|                    | Coraciiformes (bói cá và họ hàng)                                                                     |
|                    | |
|                    | Piciformes (gõ kiến và họ hàng)                                                                       |
|                    | |

|  | Coraciiformes (bói cá và họ hàng) |
|  |                                   |
|  | Piciformes (gõ kiến và họ hàng)   |
|  |                                   |

|                    | Bucerotiformes (hồng hoàng và họ hàng)                                                                |
|                    | |
| Picodynastornithes | \| \| Coraciiformes (bói cá và họ hàng) \| \| \| \| \| \| Piciformes (gõ kiến và họ hàng) \| \| \| \| |
|                    | \| \| Coraciiformes (bói cá và họ hàng) \| \| \| \| \| \| Piciformes (gõ kiến và họ hàng) \| \| \| \| |
|                    | Coraciiformes (bói cá và họ hàng)                                                                     |
|                    | |
|                    | Piciformes (gõ kiến và họ hàng)                                                                       |
|                    | |

|  | Coraciiformes (bói cá và họ hàng) |
|  |                                   |
|  | Piciformes (gõ kiến và họ hàng)   |
|  |                                   |

|                    | Bucerotiformes (hồng hoàng và họ hàng)                                                                |
|                    | |
| Picodynastornithes | \| \| Coraciiformes (bói cá và họ hàng) \| \| \| \| \| \| Piciformes (gõ kiến và họ hàng) \| \| \| \| |
|                    | \| \| Coraciiformes (bói cá và họ hàng) \| \| \| \| \| \| Piciformes (gõ kiến và họ hàng) \| \| \| \| |
|                    | Coraciiformes (bói cá và họ hàng)                                                                     |
|                    | |
|                    | Piciformes (gõ kiến và họ hàng)                                                                       |
|                    | |

|  | Coraciiformes (bói cá và họ hàng) |
|  |                                   |
|  | Piciformes (gõ kiến và họ hàng)   |
|  |                                   |

|                  | Falconiformes (cắt)                                                                    |
|                  |                                                                                        |
| Psittacopasserae | \| \| Psittaciformes (vẹt) \| \| \| \| \| \| Passeriformes (chim biết hót) \| \| \| \| |
|                  | \| \| Psittaciformes (vẹt) \| \| \| \| \| \| Passeriformes (chim biết hót) \| \| \| \| |
|                  | Psittaciformes (vẹt)                                                                   |
|                  |                                                                                        |
|                  | Passeriformes (chim biết hót)                                                          |
|                  |                                                                                        |

|  | Psittaciformes (vẹt)          |
|  |                               |
|  | Passeriformes (chim biết hót) |
|  |                               |

|                  | Falconiformes (cắt)                                                                    |
|                  |                                                                                        |
| Psittacopasserae | \| \| Psittaciformes (vẹt) \| \| \| \| \| \| Passeriformes (chim biết hót) \| \| \| \| |
|                  | \| \| Psittaciformes (vẹt) \| \| \| \| \| \| Passeriformes (chim biết hót) \| \| \| \| |
|                  | Psittaciformes (vẹt)                                                                   |
|                  |                                                                                        |
|                  | Passeriformes (chim biết hót)                                                          |
|                  |                                                                                        |

|  | Psittaciformes (vẹt)          |
|  |                               |
|  | Passeriformes (chim biết hót) |
|  |                               |

|  | Cathartiformes (kền kền Tân thế giới) |
|  |                                       |
|  | Accipitriformes (ưng và họ hàng)      |
|  |                                       |

|                    | Bucerotiformes (hồng hoàng và họ hàng)                                                                |
|                    | |
| Picodynastornithes | \| \| Coraciiformes (bói cá và họ hàng) \| \| \| \| \| \| Piciformes (gõ kiến và họ hàng) \| \| \| \| |
|                    | \| \| Coraciiformes (bói cá và họ hàng) \| \| \| \| \| \| Piciformes (gõ kiến và họ hàng) \| \| \| \| |
|                    | Coraciiformes (bói cá và họ hàng)                                                                     |
|                    | |
|                    | Piciformes (gõ kiến và họ hàng)                                                                       |
|                    | |

|  | Coraciiformes (bói cá và họ hàng) |
|  |                                   |
|  | Piciformes (gõ kiến và họ hàng)   |
|  |                                   |

|                    | Bucerotiformes (hồng hoàng và họ hàng)                                                                |
|                    | |
| Picodynastornithes | \| \| Coraciiformes (bói cá và họ hàng) \| \| \| \| \| \| Piciformes (gõ kiến và họ hàng) \| \| \| \| |
|                    | \| \| Coraciiformes (bói cá và họ hàng) \| \| \| \| \| \| Piciformes (gõ kiến và họ hàng) \| \| \| \| |
|                    | Coraciiformes (bói cá và họ hàng)                                                                     |
|                    | |
|                    | Piciformes (gõ kiến và họ hàng)                                                                       |
|                    | |

|  | Coraciiformes (bói cá và họ hàng) |
|  |                                   |
|  | Piciformes (gõ kiến và họ hàng)   |
|  |                                   |

|                    | Bucerotiformes (hồng hoàng và họ hàng)                                                                |
|                    | |
| Picodynastornithes | \| \| Coraciiformes (bói cá và họ hàng) \| \| \| \| \| \| Piciformes (gõ kiến và họ hàng) \| \| \| \| |
|                    | \| \| Coraciiformes (bói cá và họ hàng) \| \| \| \| \| \| Piciformes (gõ kiến và họ hàng) \| \| \| \| |
|                    | Coraciiformes (bói cá và họ hàng)                                                                     |
|                    | |
|                    | Piciformes (gõ kiến và họ hàng)                                                                       |
|                    | |

|  | Coraciiformes (bói cá và họ hàng) |
|  |                                   |
|  | Piciformes (gõ kiến và họ hàng)   |
|  |                                   |

|                    | Bucerotiformes (hồng hoàng và họ hàng)                                                                |
|                    | |
| Picodynastornithes | \| \| Coraciiformes (bói cá và họ hàng) \| \| \| \| \| \| Piciformes (gõ kiến và họ hàng) \| \| \| \| |
|                    | \| \| Coraciiformes (bói cá và họ hàng) \| \| \| \| \| \| Piciformes (gõ kiến và họ hàng) \| \| \| \| |
|                    | Coraciiformes (bói cá và họ hàng)                                                                     |
|                    | |
|                    | Piciformes (gõ kiến và họ hàng)                                                                       |
|                    | |

|  | Coraciiformes (bói cá và họ hàng) |
|  |                                   |
|  | Piciformes (gõ kiến và họ hàng)   |
|  |                                   |

|                    | Bucerotiformes (hồng hoàng và họ hàng)                                                                |
|                    | |
| Picodynastornithes | \| \| Coraciiformes (bói cá và họ hàng) \| \| \| \| \| \| Piciformes (gõ kiến và họ hàng) \| \| \| \| |
|                    | \| \| Coraciiformes (bói cá và họ hàng) \| \| \| \| \| \| Piciformes (gõ kiến và họ hàng) \| \| \| \| |
|                    | Coraciiformes (bói cá và họ hàng)                                                                     |
|                    | |
|                    | Piciformes (gõ kiến và họ hàng)                                                                       |
|                    | |

|  | Coraciiformes (bói cá và họ hàng) |
|  |                                   |
|  | Piciformes (gõ kiến và họ hàng)   |
|  |                                   |

|                    | Bucerotiformes (hồng hoàng và họ hàng)                                                                |
|                    | |
| Picodynastornithes | \| \| Coraciiformes (bói cá và họ hàng) \| \| \| \| \| \| Piciformes (gõ kiến và họ hàng) \| \| \| \| |
|                    | \| \| Coraciiformes (bói cá và họ hàng) \| \| \| \| \| \| Piciformes (gõ kiến và họ hàng) \| \| \| \| |
|                    | Coraciiformes (bói cá và họ hàng)                                                                     |
|                    | |
|                    | Piciformes (gõ kiến và họ hàng)                                                                       |
|                    | |

|  | Coraciiformes (bói cá và họ hàng) |
|  |                                   |
|  | Piciformes (gõ kiến và họ hàng)   |
|  |                                   |

|                    | Bucerotiformes (hồng hoàng và họ hàng)                                                                |
|                    | |
| Picodynastornithes | \| \| Coraciiformes (bói cá và họ hàng) \| \| \| \| \| \| Piciformes (gõ kiến và họ hàng) \| \| \| \| |
|                    | \| \| Coraciiformes (bói cá và họ hàng) \| \| \| \| \| \| Piciformes (gõ kiến và họ hàng) \| \| \| \| |
|                    | Coraciiformes (bói cá và họ hàng)                                                                     |
|                    | |
|                    | Piciformes (gõ kiến và họ hàng)                                                                       |
|                    | |

|  | Coraciiformes (bói cá và họ hàng) |
|  |                                   |
|  | Piciformes (gõ kiến và họ hàng)   |
|  |                                   |

|                    | Bucerotiformes (hồng hoàng và họ hàng)                                                                |
|                    | |
| Picodynastornithes | \| \| Coraciiformes (bói cá và họ hàng) \| \| \| \| \| \| Piciformes (gõ kiến và họ hàng) \| \| \| \| |
|                    | \| \| Coraciiformes (bói cá và họ hàng) \| \| \| \| \| \| Piciformes (gõ kiến và họ hàng) \| \| \| \| |
|                    | Coraciiformes (bói cá và họ hàng)                                                                     |
|                    | |
|                    | Piciformes (gõ kiến và họ hàng)                                                                       |
|                    | |

|  | Coraciiformes (bói cá và họ hàng) |
|  |                                   |
|  | Piciformes (gõ kiến và họ hàng)   |
|  |                                   |

|                  | Falconiformes (cắt)                                                                    |
|                  |                                                                                        |
| Psittacopasserae | \| \| Psittaciformes (vẹt) \| \| \| \| \| \| Passeriformes (chim biết hót) \| \| \| \| |
|                  | \| \| Psittaciformes (vẹt) \| \| \| \| \| \| Passeriformes (chim biết hót) \| \| \| \| |
|                  | Psittaciformes (vẹt)                                                                   |
|                  |                                                                                        |
|                  | Passeriformes (chim biết hót)                                                          |
|                  |                                                                                        |

|  | Psittaciformes (vẹt)          |
|  |                               |
|  | Passeriformes (chim biết hót) |
|  |                               |

|                  | Falconiformes (cắt)                                                                    |
|                  |                                                                                        |
| Psittacopasserae | \| \| Psittaciformes (vẹt) \| \| \| \| \| \| Passeriformes (chim biết hót) \| \| \| \| |
|                  | \| \| Psittaciformes (vẹt) \| \| \| \| \| \| Passeriformes (chim biết hót) \| \| \| \| |
|                  | Psittaciformes (vẹt)                                                                   |
|                  |                                                                                        |
|                  | Passeriformes (chim biết hót)                                                          |
|                  |                                                                                        |

|  | Psittaciformes (vẹt)          |
|  |                               |
|  | Passeriformes (chim biết hót) |
|  |                               |